# Unknown Island
Insula necunoscută (titlu original: Unknown Island) este un film SF american din 1948 regizat de Jack Bernhard. Este realizat în Cinecolor. În rolurile principale joacă actorii Virginia Grey, Richard Denning, Barton MacLane.

## Prezentare
În timpul războiului, Ted Osborne a zburat pe deasupra unei insule locuite de creaturi gigantice. Ajutat de logodnica sa, îl convinge pe căpitanul Tarnovski, un bătrân lup de mare, să organizeze o expediție către acea insulă, pentru a obține dovezi fotografice. Imediat după ce ajung pe insulă, aventurierii vor avea de înfruntat monștri înfricoșători veniți direct din preistorie...

## Distribuție
- Virginia Grey - Carole Lane
- Phillip Reed - Ted Osborne
- Richard Denning - John Fairbanks
- Barton MacLane - Captain Tarnowski
- Dick Wessel - ship's first mate
- Dan White - Edwards
- Phil Nazir - native